# شهرستان گتوند
شهرستان گتوند یکی از شهرستان‌های استان خوزستان ایران است. مرکز این شهرستان، شهر گتوند است.
این شهرستان در ۲۶ اسفند ۱۳۸۳ تاریخ از شهرستان شوشتر جدا شد و مستقل گردید.

## موقعیت جغرافیایی
شهرستان گتوند از شمال تا غرب با شهرستان دزفول، از شمال شرقی با شهرستان لالی، از شرق با شهرستان مسجدسلیمان و از جنوب با شهرستان شوشتر همسایه است.

## تقسیم‌بندی کشوری
شهرستان گتوند دارای ۲ بخش، ۴ دهستان و ۵ شهر به شرح زیر است:

### شهرستان گتوند
| بخش   | مرکز بخش | جمعیت بخش ۱۳۹۵ | نام دهستان  | مرکز دهستان | جمعیت دهستان ۱۳۹۵ | شهر                   | جمعیت شهر ۱۳۹۵                 |
| ----- | -------- | -------------- | ----------- | ----------- | ----------------- | --------------------- | ------------------------------ |
| مرکزی | گتوند    | ۴۶٬۲۱۰ نفر     | جنت‌مکان     | جنت‌مکان     | ۴٬۷۵۷ نفر         | گتوند صالح‌شهر جنت‌مکان | ۲۴٬۲۱۶ نفر ۷٬۳۰۹ نفر ۵٬۳۶۰ نفر |
| مرکزی | گتوند    | ۴۶٬۲۱۰ نفر     | کیارس       | پل پرزین    | ۴٬۵۶۸ نفر         | گتوند صالح‌شهر جنت‌مکان | ۲۴٬۲۱۶ نفر ۷٬۳۰۹ نفر ۵٬۳۶۰ نفر |
| عقیلی | سماله    | ۱۸٬۸۵۳ نفر     | عقیلی جنوبی | دشت بزرگ    | ۷٬۶۷۳ نفر         | ترکالکی سماله         | ۵٬۶۸۸ نفر ۱٬۷۸۴ نفر            |
| عقیلی | سماله    | ۱۸٬۸۵۳ نفر     | عقیلی شمالی | سماله       | ۳٬۷۰۸ نفر         | ترکالکی سماله         | ۵٬۶۸۸ نفر ۱٬۷۸۴ نفر            |

## مردم‌شناسی
بر پایه ایران اطلس زبان عمده مناطق شهرستان گتوند گویش بختیاری است.

## رودخانه‌ها
دو رودخانه در این منطقه جریان دارد یکی رودخانه بزرگ کارون که از کوه‌های بختیاری سرچشمه گرفته و در ابتدای ورود به جلگه خوزستان به شمال گتوند می‌رسد که توسط سد عظیمی مهار شده و زمین‌های بخش مرکزی و بخش عقیلی را آبیاری نموده و کانال عظیم منشعب از آن جهت تأمین آب مصرفی شرکت کشت و صنعت کارون و صنایع جانبی آن نیز به سمت دیمچه روان است.
رودخانه شور یکی دیگر از رودهایی است که در جنوب گتوند از کارون جدا می‌شود و بعد از طی مسافتی در خاک عقیلی و گذشتن از جنوب روستای دشت بزرگ از سمت جنوب شرقی وارد دهستان جهانگیری از توابع شهرستان مسجدسلیمان می‌شود. از این رودخانه با مهارت خاصی نمک تولید می‌کنند در منابع قدیم این رود به شور زن مرده یا زنگ مرده مشهور است.

## جاذبه‌های گردشگری
شهرستان گتوند با جاذبه‌های گردشگری زیاد و طبیعت زیبایی که دارد هرساله میزبان گردشگران زیادی است.
آرامگاه قیصر امین‌پور
آستان محمدبن‌زید

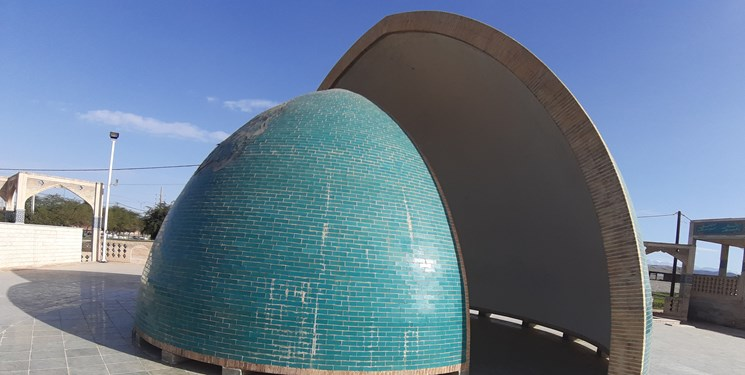
آرامگاه شاعر، نویسنده و مدرس دانشگاه، قیصر امین‌پور در گتوند

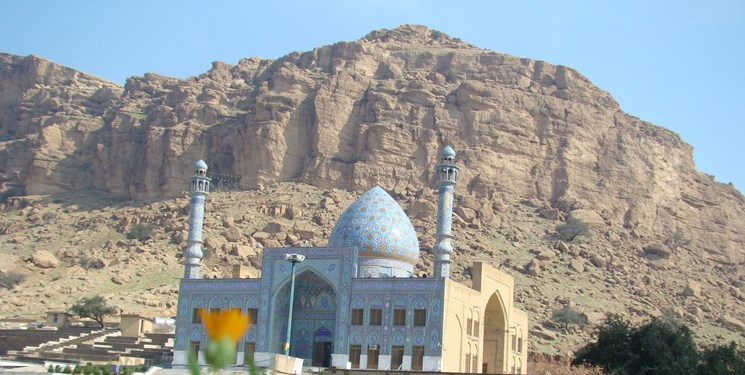
آستان محمدبن‌زید (ع)

آستان محمدبن‌زید در شهر گتوند یکی از مهم‌ترین اماکن مذهبی شهرستان است، محمدبن‌زید در گویش محلی به مومزرد معروف است.
تپه باستانی چغا

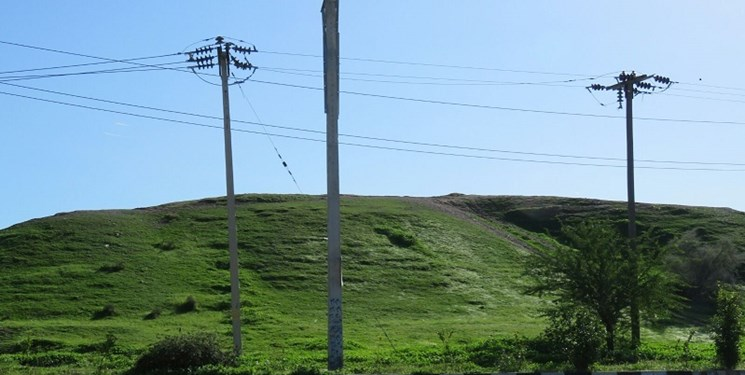
تپه چغا در شهر گتوند با بیش از ۳۴۰۰

تپه چغا در شهر گتوند بیش از ۳۴۰۰ سال قدمت دارد و مربوط به دوره ایلامیان است، براساس مطالعات انجام شده بنایی از نوع معابد ایلامی و از دوران تاریخی ایلام میانی است که براساس آجر نوشته‌های کشف شده مربوط به اونتاش گال پسر «هومبان من» است.
سد بزرگ گتوند

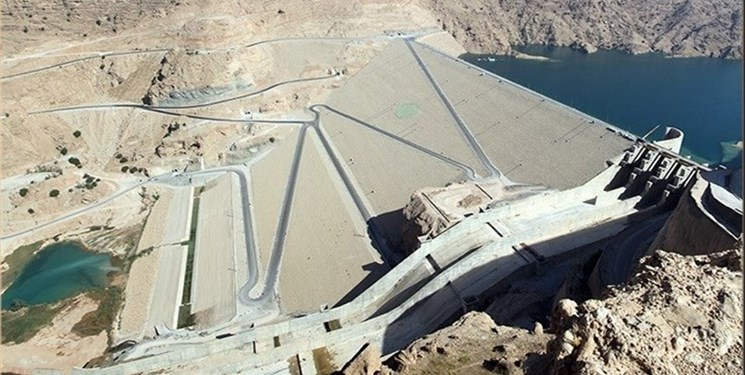
سد بزرگ

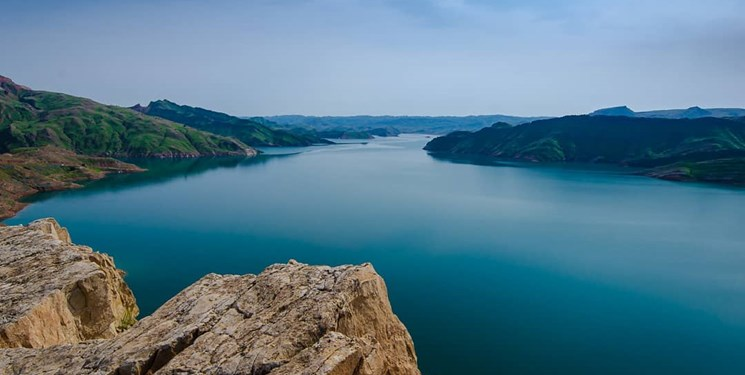
دریاچه پشت سد

سد بزرگ گتوند گرچه آسیب‌های زیست‌محیطی دارد اما کارشناسان معتقدند این سد سیل‌های زیادی را مهار کرده‌است و طبیعت پشت سد نیز یکی از مناطق بکر استان خوزستان است.
سد تنظیمی گتوند

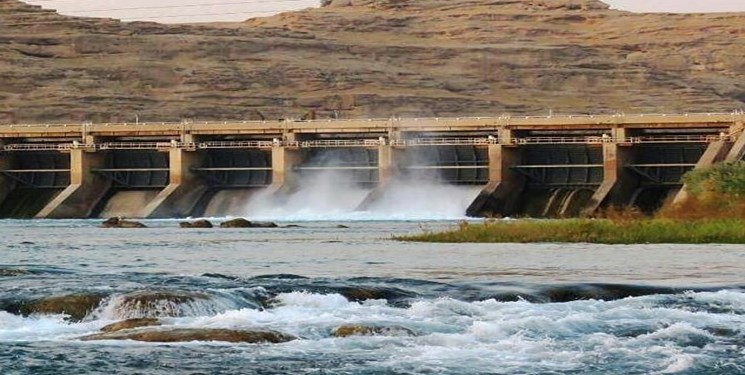
سد تنظیمی

سد تنظیمی گتوند در سال ۱۳۵۶ به منظور آبیاری اراضی گتوند، عقیلی و کشت و صنعت کارون به بهره‌برداری رسید، نمای این سد و دریاچه آن در کنار کوه‌های زاگرس بسیار چشم نواز است.

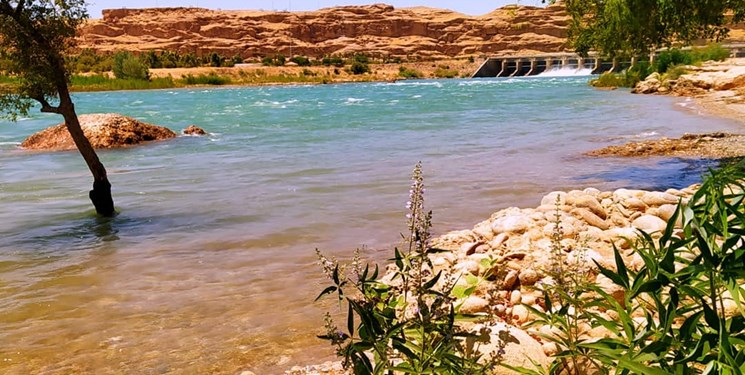
ساحل رودخانه کارون
وجود رودخانه بزرگ و مهم کارون در شهرستان، طبیعت بکر و ساحل زیبایی را به‌وجود آورده‌است که فضای سالم و دل‌نشینی را در کنار رودخانه برای خانواده‌ها رقم می‌زند.

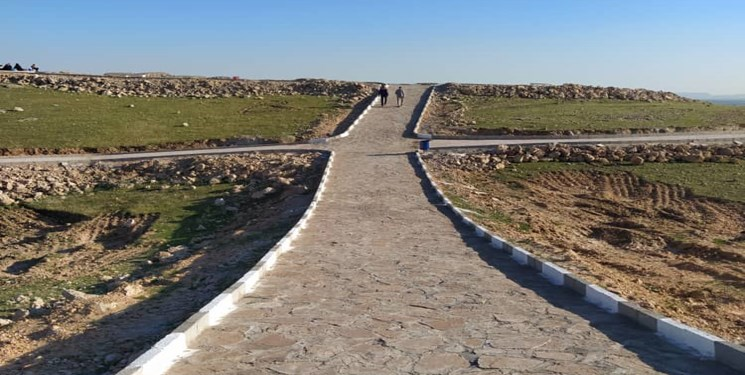
پارک کوهستان
پارک کوهستان گتوند در مجاورت کوه‌های سد تنظیمی گتوند قرار دارد و بخاطر موقعیت مناسب و فضای بازش مکان خوبی برای استراحت چندساعته است، گتوند یک پارک جنگلی نیز دارد.
طبیعت دهستان کیارس
به جرات می‌توان گفت زیباترین نقطه شهرستان گتوند طبیعت بکر و خارق‌العاده دهستان کیارس در بخش مرکزی شهرستان است.
دهستان کیارس دارای طبیعت بسیار زیبا و دیدنی است شاید مهم‌ترین آنها پل پرزین، دره‌انار و جانیزه باشد، پل‌پرزین در واقع دره‌ای است که سرسبز و خنک و دارای آبشارها وبرکه‌های زیبا و دیدنی است، این مکان بخاطر هوای مطبوعش در گرمای طاقت فرسای خوزستان گردشگران بسیاری را جذب می‌کند، پل پرزین مرکز دهستان کیارس است.
جانیزه (نیزار) از مناطق گردشگری، دیدنی و خوش آب و هوا در دهستان کیارس با چشم‌انداز زیبا، مقصد خوبی برای گردشگران در فصل تابستان است.

منطقه گردشگری دره انار یکی دیگر از جاذبه‌های گردشگری کیارس است که در ۲۵ کیلومتری مرکز شهرستان قراردارد، این منطقه با دمای بسیار مطبوع و خنک در فصل گرم سال، یکی دیگر از مناطق دیدنی و گردشگرپذیر استان خوزستان به‌شمار می‌آید.

تصاویری از دره انار، جانیزه و پمپا
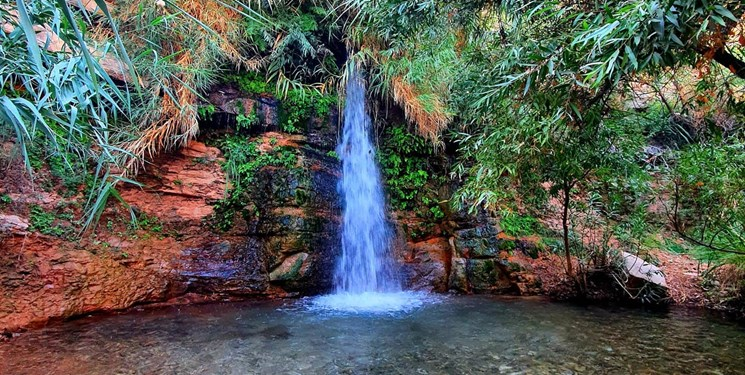
جانیزه
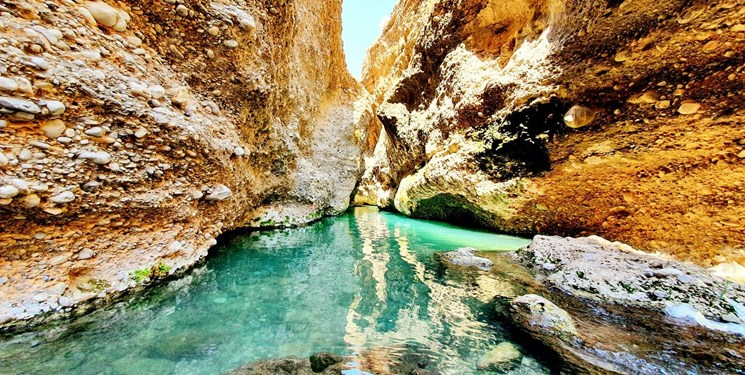
دره انار
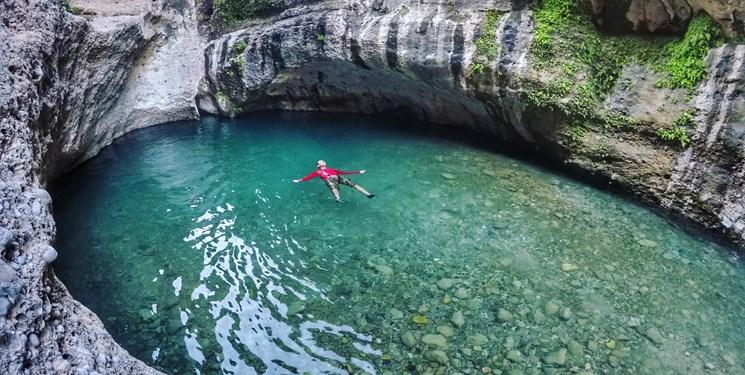
پمپا
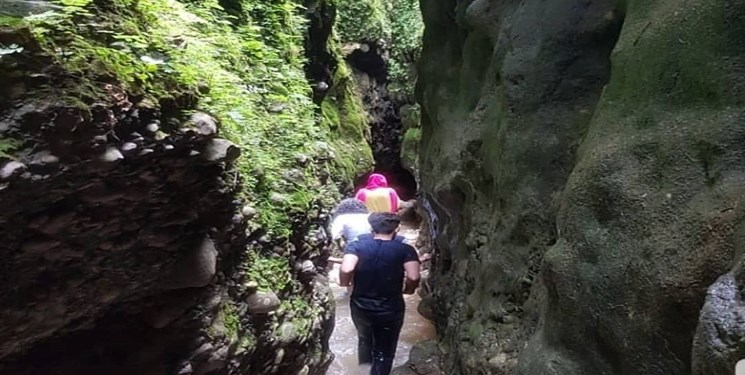
دره انار

طبیعت و مکان‌های تاریخی بخش عقیلی

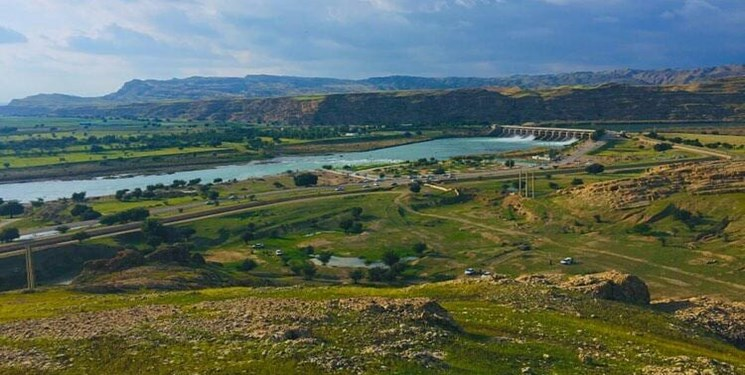
طبیعت ترکالکی

بخش عقیلی نیز همانند بخش مرکزی شهرستان دارای طبیعتی بکر و دل‌نشینی است، آستان محمد بن زید در بخش عقیلی واقع شده‌است، طبیعت ترکالکی، رودخانه شور، تنگ عقیلی، سه‌پلان، نهرشاهی، بند بهمن و قلعه‌های تاریخی سماله از جاذبه‌های مهم تاریخی و طبیعی این بخش هستند.

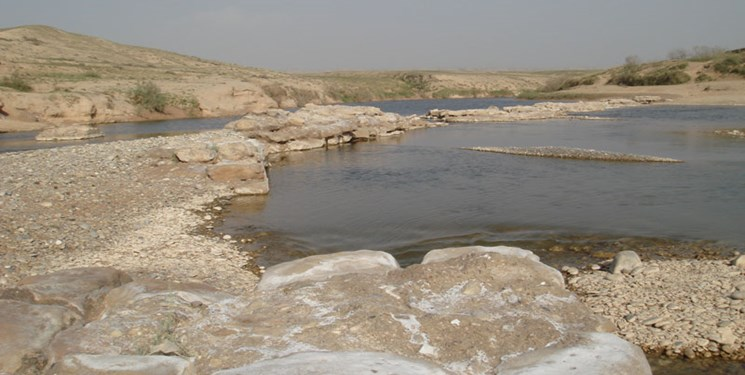
بند بهمن

مجموعه بندبهمن و سه‌پولان مشتمل بر بند، کانال و چند حلقه آسیاب است که هدف از ایجاد آن چرخاندن چرخ آسیابهای موجود در مسیر بوده‌است. بنای اولیه آن‌ها از آثار دوره ساسانی است
تنگ عقیلی بین روستای دو پیران در بخش مرکزی و روستای دشت بزرگ در بخش عقیلی قرار دارد و رودخانه کارون از میان آن‌دو می‌گذرد. چشمه‌های آب معدنی و غارهای زیبا تنگ عقیلی یکی از بکرترین نقاط گردشگری هستند.

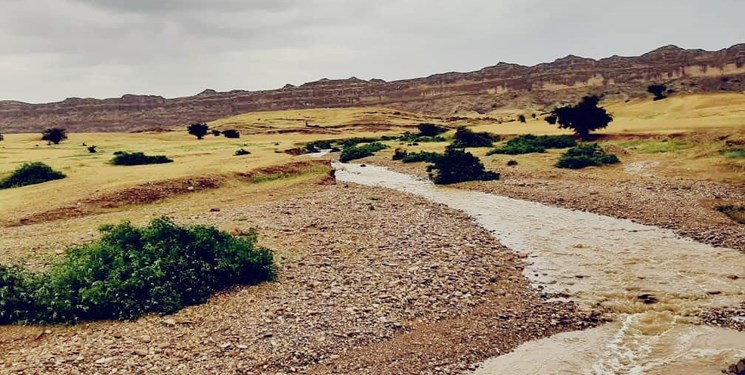
دشت عقیلی

روستای تاریخی دشت بزرگ از توابع بخش عقیلی شهرستان گتوند نیز دارای مکان‌های تفریحی و تاریخی زیادی است از جمله: بند بهمن متعلق به دوره ساسانی، آسیاب‌های آبی متعدد، محوطه‌های باستانی ده گپ و چگاشهری، معماری زیبای روستا، تنگ بسیار زیبای عقیلی، پل‌های قدیمی، دخمه‌ها (استودان)، اشکفت (غار) بسیار زیبا و چشمه‌های آب معدنی توت و انجیر که اطرف آن درختان توت و انجیر به چشم می‌خورد.
پارک جنگلی صالح‌شهر
پارک جنگلی صالح‌شهر نیز از دیگر مکان‌های گردشگری شهرستان گتوند است، این پارک در کنار آرامستان صالح‌شهر واقع شده‌است.
تپه‌ها و طبیعت صالح شهر

تپه‌ها و طبیعت زیبای پشت شهر صالح شهر نیز از دیگر مکان‌های گردشگری این شهرستان می‌باشند تپه‌های سنگلاخی و طبیعت بکر و زیبا و فضای باز و آرامش بخش مکان بسیار خوبی برای تفریح و اتراق چند روزه است این منطقه در گویش محلی به زُروونا (ZORUNA) معروف است

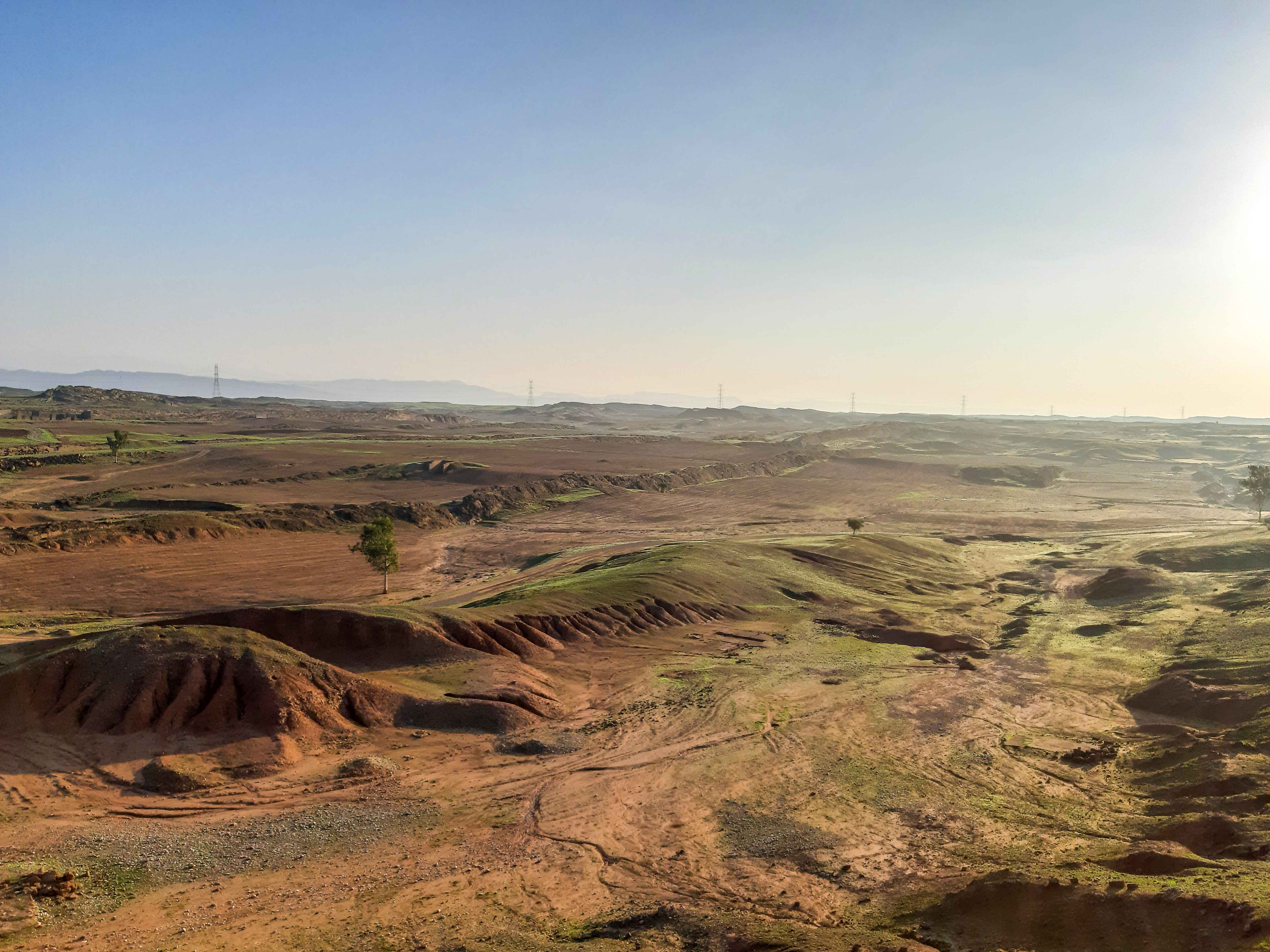
تپه‌ها و طبیعت زیبای صالح شهر
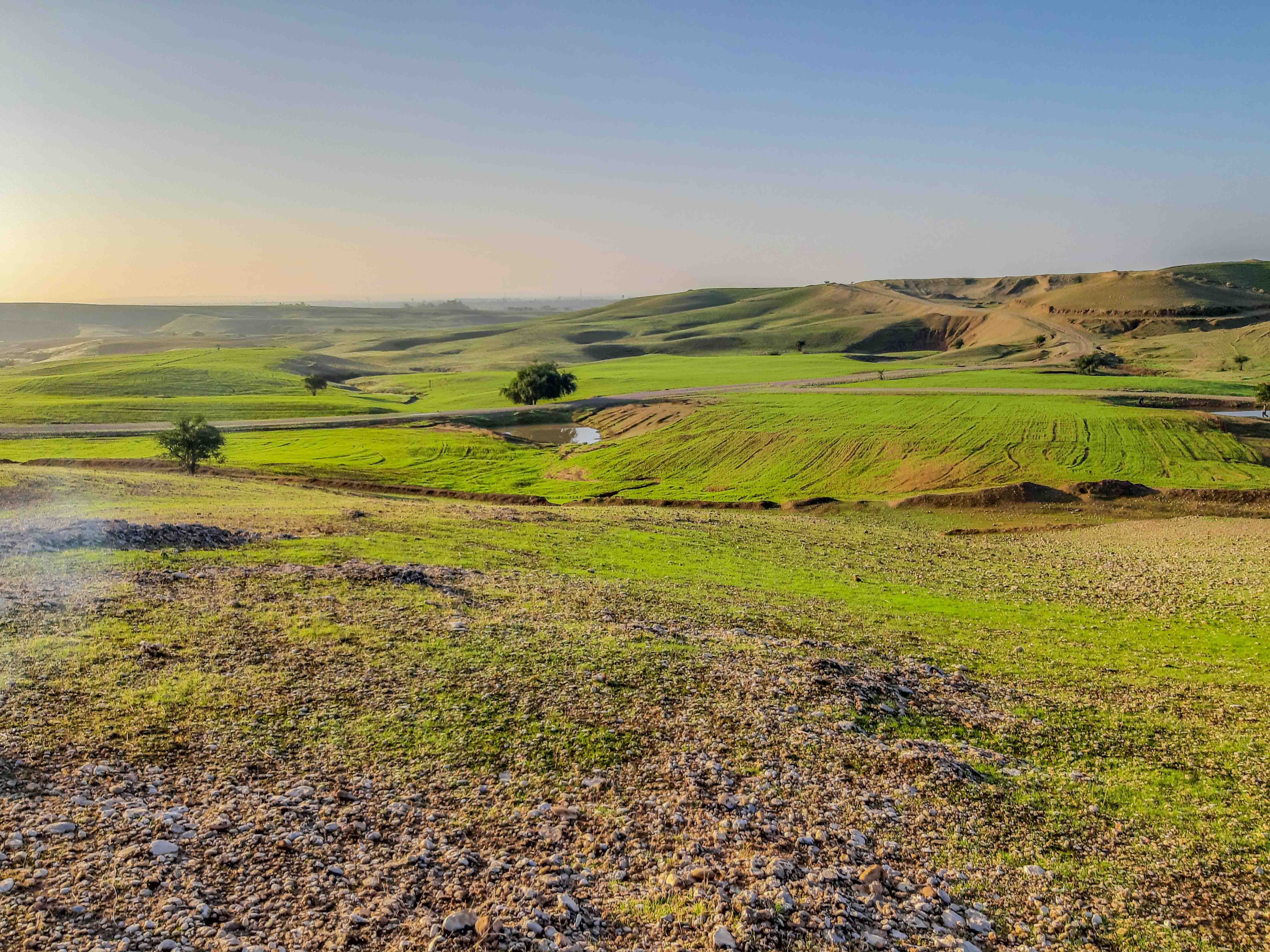
تپه‌ها و طبیعت زیبای صالح شهر
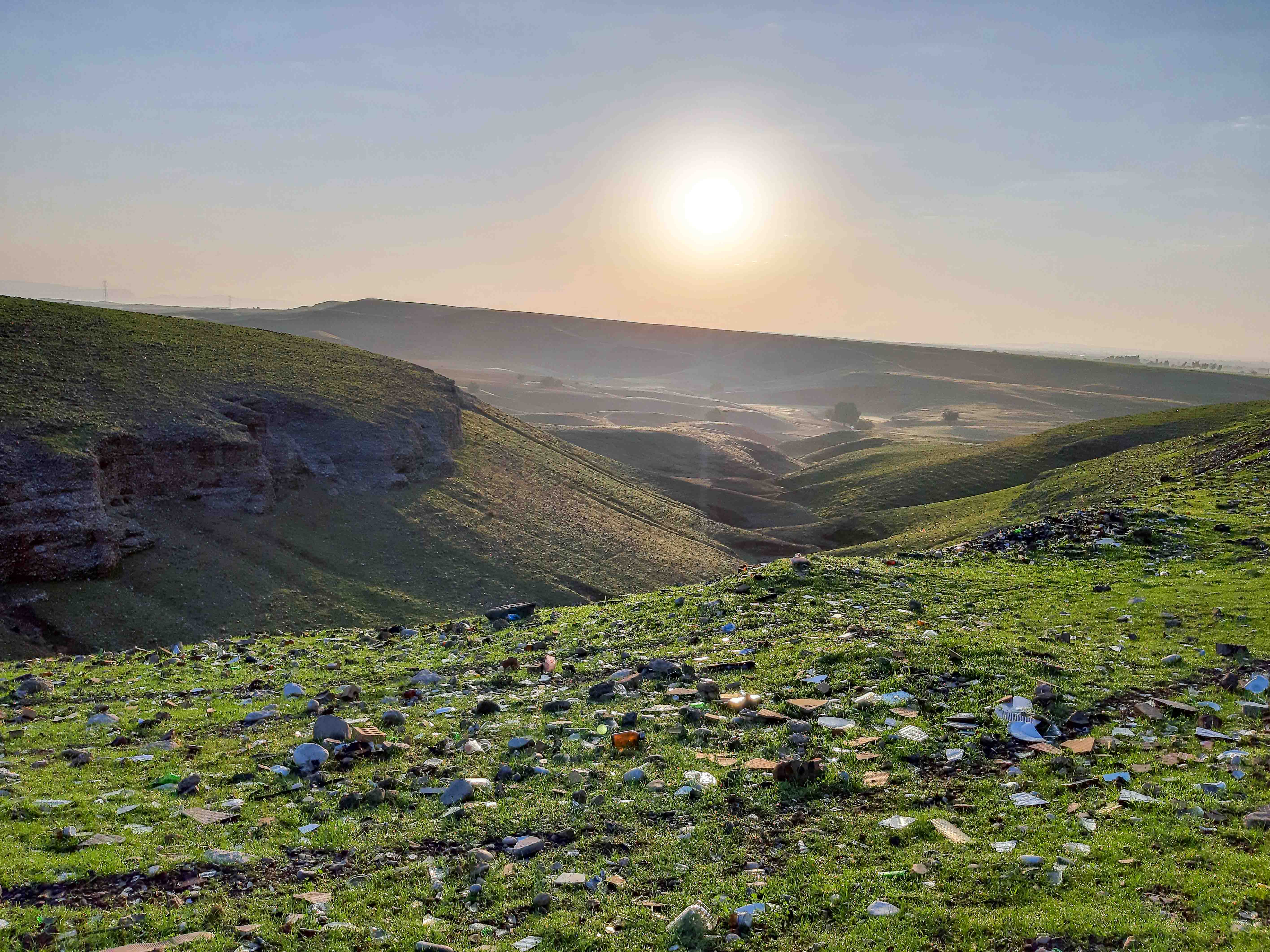
تپه‌ها و طبیعت زیبای صالح شهر
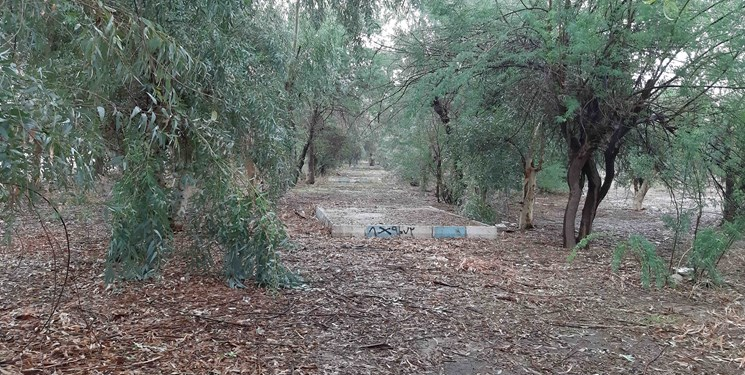
پارک جنگلی صالح شهر

شهر جنت مکان نیز بیشه‌زارها، ساحل رودخانه کارون و امام زاده ابوالحسن را در خود جای داده‌است.

## مشاهیر
قیصر امین‌پور نویسنده، مدرس دانشگاه و شاعر معاصر ایرانی زاده گتوند بود؛ او یکی از تأثیرگذارترین شاعران مرد در دوره انقلاب اسلامی و منتخب هفتمین همایش چهره‌های ماندگار در سال ۱۳۸۷ (بعد از وفات) است. او برگزیده اولین دوره جشنواره بین‌المللی شعر فجر در بخش آئینی بود.

## جمعیت
بر پایه سرشماری عمومی نفوس و مسکن در سال ۱۳۹۵، جمعیت شهرستان گتوند برابر با ۶۵٬۴۶۸ نفر بوده‌است.